# Église Saint-Augustin de Saint-Claude
Pour les articles homonymes, voir Église Saint-Augustin.
L'église Saint-Augustin de Saint-Claude est une église catholique située à Saint-Claude au sud de l'île de Basse-Terre en Guadeloupe. Église paroissiale depuis 1859, elle est dédiée à saint Augustin d'Hippone.

## Histoire
L'église est construite à partir de 1843 sur le site de l'ancienne chapelle privée de la famille Lepelletier de Montéran. Elle est dédiée par l'abbé Brien le 10 mars 1844, consacrée en 1858 par l'évêque de la Guadeloupe, Théodore-Augustin Forcade, à Augustin d'Hippone (en raison de leur prénom commun) et finie à la fin des années 1860. Elle est consacrée paroisse le 15 janvier 1859. En 1932, l'architecte Ali Tur réhabilite le clocher et la sacristie de l'église et édifie un nouveau presbytère.
La chapelle du Vœu de Matouba est rattachée à la paroisse de Saint-Augustin.

## Architecture et ornements
L'église est complétée dans ses murs principaux vers 1858. Le clocher de l'église est érigée en 1868 et les cloches posées le 2 juin de l'année suivante. La façade de l'édifice, du style des églises sud-américaines, est ornée en 1910 des statues de Paul et Pierre de chaque côté du portail principal en complément de celle d'Augustin située au-dessus portail,.
La nef principale est encadrée par deux nefs latérales.

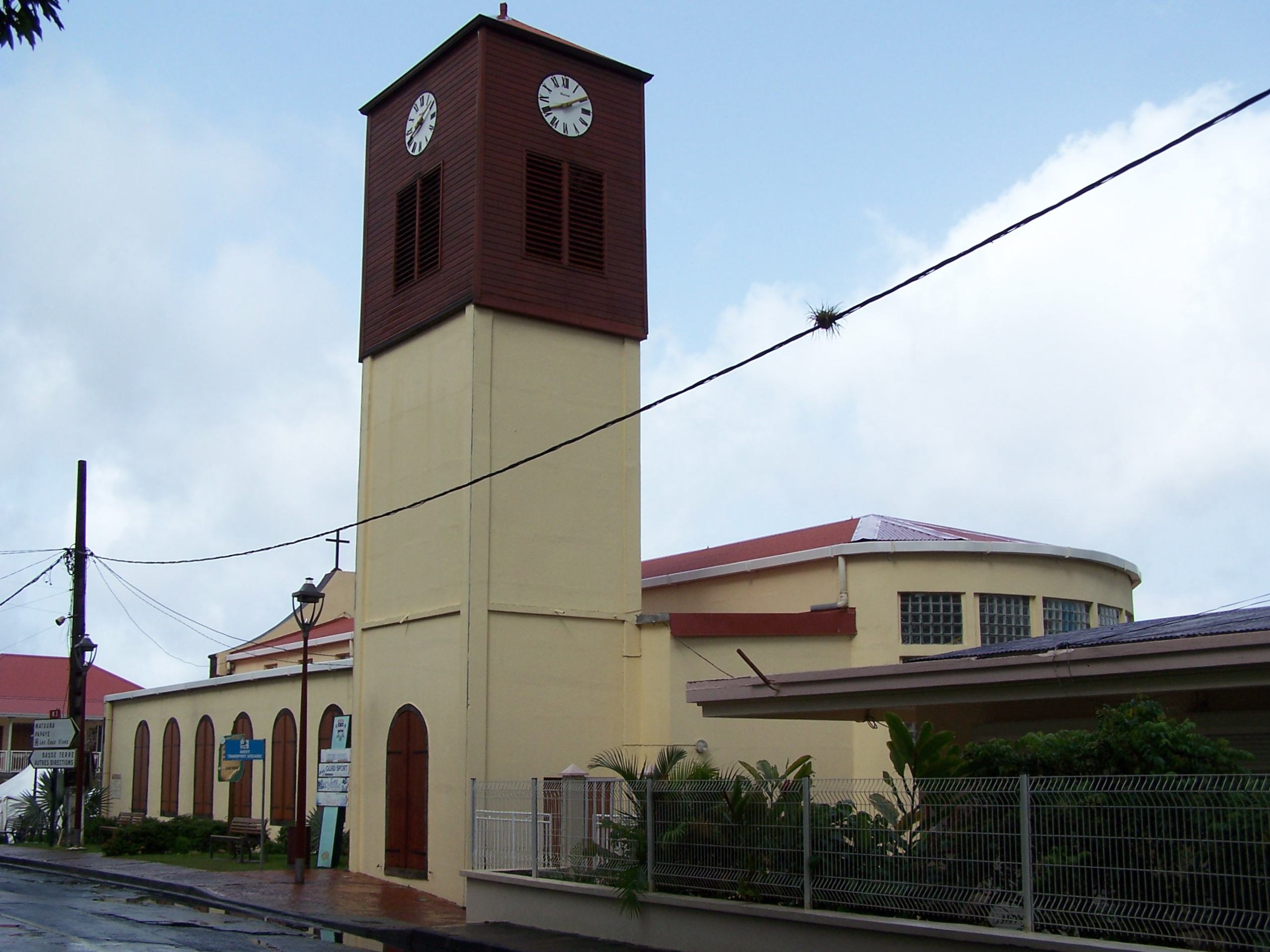
Clocher et arrière de l'église.
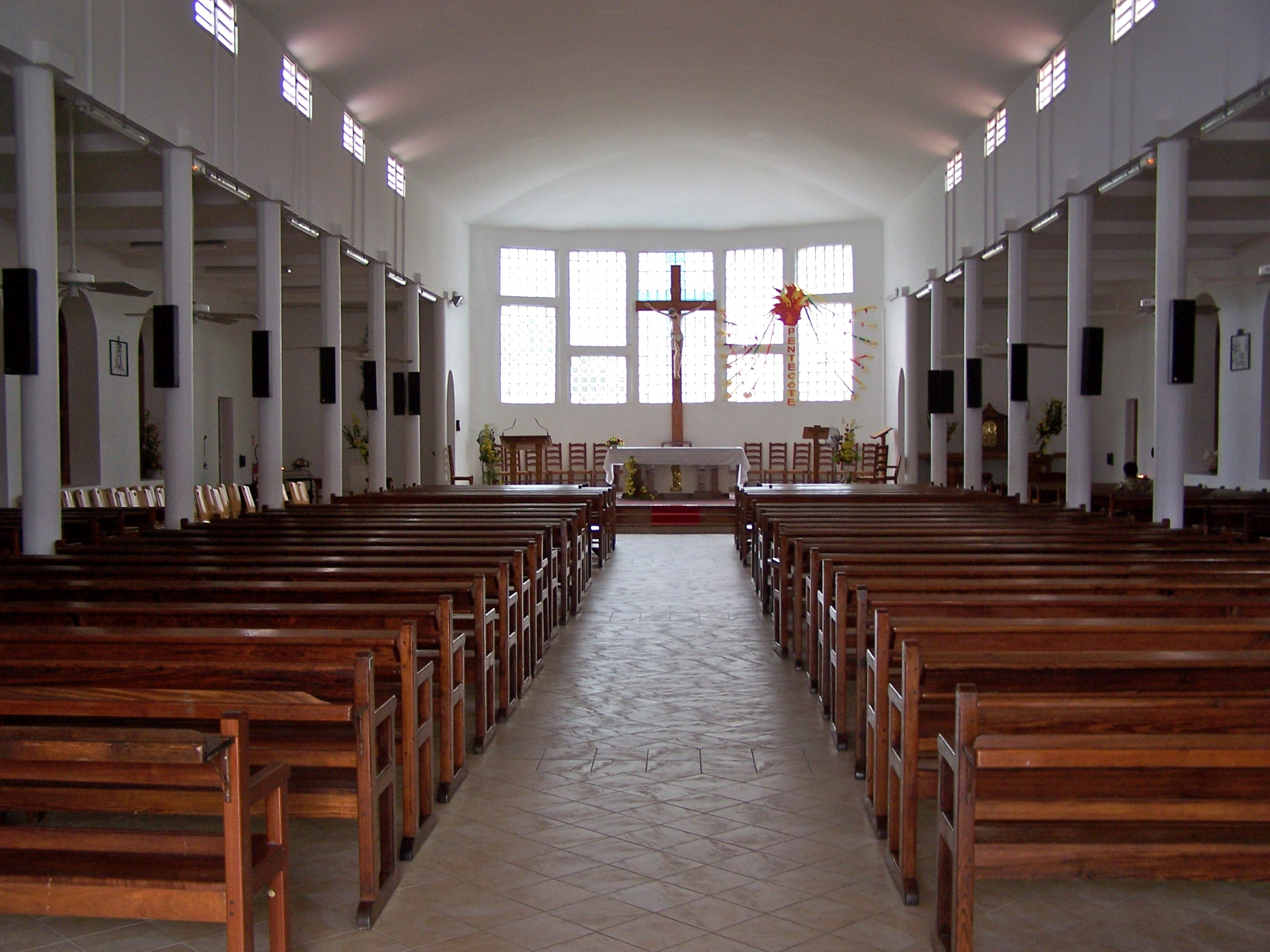
Nef intérieure de l'église.